# Thysanina transversa
Espèce
Thysanina transversa est une espèce d'araignées aranéomorphes de la famille des Trachelidae.

## Distribution
Cette espèce est endémique d'Afrique du Sud. Elle se rencontre au Cap-Occidental, au Cap-Oriental, au KwaZulu-Natal, au Mpumalanga et au Limpopo.

## Description
Les mâles mesurent de 3,55 à 3,8 mm et les femelles de 3,6 à 4,8 mm.

## Publication originale
- Lyle & Haddad, 2006 : A revision of the Afrotropical tracheline sac spider genus Thysanina Simon, 1910 (Araneae: Corinnidae). African Invertebrates, vol. 47, p. 95-116.